# Hotter Than Hell
Hotter than Hell (в переводе с англ. — «Жарче, чем Ад») — второй студийный альбом американской рок-группы Kiss, выпущенный в 1974 году на лейбле Casablanca Records.

## Об альбоме
Японский иероглиф в нижней части обложки альбома (力) — чикара, что означает «сила». Позднее он в различных формах использовался Kiss в 1970-х и 1980-х годах, наиболее заметно — на ударной установке Эрика Карра. Японские иероглифы в правом верхнем углу обложки альбома (地獄のさけび) — это Jigoku no Sakebi, что означает «крик/вопль ада» или «адский крик/вопль».
Диск достиг #100 позиции в Billboard 200, не имея хит-сингла. 23 июня 1977 года альбом обрёл золотой статус.
Композиции «Got to Choose», «Parasite», «Hotter Than Hell», «Let Me Go, Rock ’N Roll» and «Watchin’ You» активно исполнялись группой на концертах.

## Список композиций
| №                   | Название                                                         | Автор(ы)                | Основной вокал      | Длительность |
| ------------------- | ---------------------------------------------------------------- | ----------------------- | ------------------- | ------------ |
| 1.                  | «Got to Choose» (с англ. — «Придётся выбирать»)                  | Пол Стэнли              | Стэнли              | 3:54         |
| 2.                  | «Parasite» (с англ. — «Паразит»)                                 | Эйс Фрейли              | Джин Симмонс        | 3:01         |
| 3.                  | «Goin’ Blind» (с англ. — «Слепну»)                               | Симмонс, Стивен Коронел | Симмонс             | 3:36         |
| 4.                  | «Hotter than Hell» (с англ. — «Жарче, чем Ад»)                   | Стэнли                  | Стэнли              | 3:31         |
| 5.                  | «Let Me Go, Rock ’N Roll» (с англ. — «Отпусти Меня, Рок-н-ролл») | Симмонс                 | Симмонс, Стэнли     | 2:14         |
| Общая длительность: | Общая длительность:                                              | Общая длительность:     | Общая длительность: | 16:16        |

| №                   | Название                                       | Автор(ы)            | Основной вокал      | Длительность |
| ------------------- | ---------------------------------------------- | ------------------- | ------------------- | ------------ |
| 6.                  | «All the Way» (с англ. — «Всю дорогу»)         | Симмонс             | Симмонс             | 3:18         |
| 7.                  | «Watchin’ You» (с англ. — «Наблюдаю за тобой») | Симмонс             | Симмонс             | 3:43         |
| 8.                  | «Mainline» (с англ. — «Магистраль»)            | Стэнли              | Питер Крисс         | 3:50         |
| 9.                  | «Comin’ Home» (с англ. — «Возвращаюсь домой»)  | Фрейли, Стэнли      | Стэнли              | 2:37         |
| 10.                 | «Strange Ways» (с англ. — «Странные пути»)     | Фрейли              | Крисс               | 3:18         |
| Общая длительность: | Общая длительность:                            | Общая длительность: | Общая длительность: | 16:46        |

## Участники записи
KISS
- Пол Стэнли — ритм-гитара, вокал
- Джин Симмонс — бас-гитара, вокал
- Питер Крисс — ударные, вокал

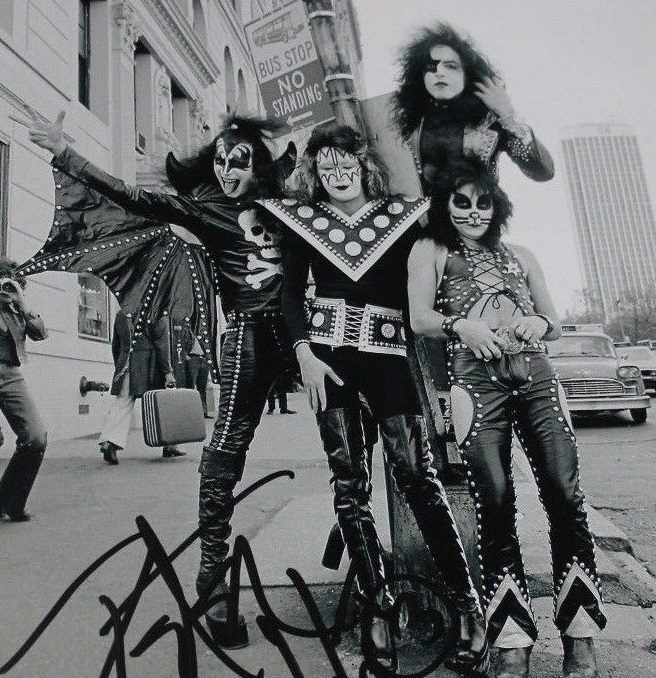
Нью-Йорк, 24 апреля 1974 года

- Эйс Фрейли — соло-гитара, бас-гитара на «Parasite», бэк-вокал на «Parasite», «Comin’ Home» и «Strange Ways»

Продюсирование
- Кенни Кёрнер — продюсер
- Ричи Уайз — продюсер
- Уоррен Дьюи — звукорежиссёр
- Норман Сифф — фотографии, арт-директор
- Джон Ван Хамерсвельд — дизайн, арт-директор
- Джозеф М. Палмаччо — ремастеринг